# 二十二 (2017年电影)
《二十二》是2017年郭柯执导的慰安妇题材纪录片，以日本侵华战争时期被迫充当“慰安妇”的受害者的生活状态为背景，重点选取毛银梅、林爱兰、李美金、李爱连四位老人为代表，通过这四位老人和相关人员的口述，纪录“慰安妇”老人的生活现状。电影于2014年开始拍摄，2017年8月14日世界慰安妇纪念日在中国上映。电影开始拍摄时，中国大陆仅有22名公开身份的受害者在世，电影因此得名。电影上映时，22人中仅剩8人在世。2023年11月9日，最后一位老人李美金也离开人世。
該纪录片由于其题材的特殊性及反商业性，票房本不被看好；但在知名人士的呼吁支持下，上映6天票房已突破1亿元人民币，上映12天票房达1.58亿元人民币，成为中国大陆上映的票房最高的纪录片。郭柯表示，他会将所有利润捐出，用于对慰安妇的历史研究及幸存者的资助。

## 制作
據統計，中國慰安婦數目至少20萬人。導演郭柯於2012年開始拍攝慰安婦題材，拍摄了广西“慰安妇”幸存者韦绍兰老人和她的“日本儿子”的生活，當時在中國大陆公開身份的慰安婦倖存者仅余32人，因此他将其首部紀錄短片命名為《三十二》。《三十二》于2014年3月30日在美国正式上映，后于2014年11月11日在中国上映。2014年，幸存的老人只剩下了22位，为了尽可能地留住这段历史，郭柯开始了纪录电影《二十二》的制作。
早在2015年10月，《二十二》 就拿到了电影公映许可证，这也是国内首部获得公映许可证的“慰安妇”题材纪录片，但是由于发行费用不足，影片便在公益平台上众筹。结果，参与众筹总人数32099人，筹得100多万元，除此之外，演员张歆艺主动借出了100万元，成功解决了影片上院线的问题。这32099个名字出现在了片尾字幕上。
电影没有呈现老人悲惨的一面，而是着重展现老人们的日常琐碎生活，没有节奏、没有旁白、配乐，没有出现史料，很多空镜头。郭柯提到自己没有在这部片子里去讲“慰安妇”是什么，只是告诉大家这些曾经受过伤害的女性，她们晚年过着怎样的生活。郭柯也谈到对于“慰安妇”这一特殊群体，社会往往以“历史证据”的视角看待她们，给予“同情怜悯”，而缺乏对她们生活的真正关切。郭柯表示在拍摄时没有以一种功利的态度面对这些老人，而是给予她们情感。《二十二》想做的是要把她们还原为一个个普通人，像对待亲人一样敞开怀抱去拥抱她们。
2022年3月8日，郭柯和他的团队发布了一支后记视频“贰”。
2023年9月18日，电影在日本关西酷儿电影节上映。

## 评价
有评价认为纪录片《二十二》打破了传统纪录片的故事化的束缚，不刻意组织故事情节，拒绝使用主观性的解释，使用客观的画面和隐喻式的镜头语言，兼顾纪录片的艺术性和真实性，是一部回归本真并集新意和爱意的纪录片。

## 出现人物
| 姓名                   | 出生地 | 出生日期 | 逝世日期 |
| ---------------------- | ------ | -------- | -------- |
| 陈林桃                 | 中国   | 1921     | 2014     |
| 張先兔                 | 中国   | 1926     | 2015     |
| 李秀梅                 | 中国   | 1928     | 2014     |
| 骈煥英                 | 中国   | 1928     | 2020     |
| 郝菊香                 | 中国   | 1922     | 2016     |
| 任兰娥                 | 中国   | 1931     | 2016     |
| 赵兰英                 | 中国   | 1925     | 2016     |
| 刘改连                 | 中国   | 1925     | 2019     |
| 刘风孩                 | 中国   | 1924     | 2017     |
| 曹黑毛                 | 中国   | 1922     | 2018     |
| 李凤云（原名：李寿段） | 朝鲜   | 1922     | 2016     |
| 毛银梅（原名：朴车顺） | 朝鲜   | 1922     | 2017     |
| 陈亚扁                 | 中国   | 1927     | 2017     |
| 黄有良                 | 中国   | 1927     | 2017     |
| 陈连村                 | 中国   | 1926     | 2021     |
| 符美菊                 | 中国   | 1928     | 2017     |
| 王志凤                 | 中国   | 1928     | 2023     |
| 符桂英                 | 中国   | 1919     | 2015     |
| 王玉开                 | 中国   | 1920     | 2014     |
| 林爱兰                 | 中国   | 1925     | 2015     |
| 李美金                 | 中国   | 1926     | 2023     |
| 李爱连                 | 中国   | 1928     | 2018     |
| 何玉珍                 | 中国   | 1921     | 2014     |
| 張改香                 | 中国   | 1925     | 2014     |

2023年11月9日，曾在片中出镜的“慰安妇”受害者李美金逝世，享年98岁。至此片中所有幸存老人已全部离世。

## 表情包事件
据《北京青年报》8月22日报道，近日有网友在QQ空间上发现，电影《二十二》的人物截图被制作成了表情包，引发众多网友质疑。8月21日下午，QQ空间在其官方微博发表致歉声明，称该系列表情包由第三方公司（表情云，隶属于上海似颜绘科技有限公司）提供，QQ空间已将所有配图下线，并将全面自查，杜绝此类情况再次发生。
而发布表情包的上海似颜绘科技有限公司“表情云”的工作人员则称公司员工已经下班，自己并不清楚此事。似颜绘科技有限公司官方网站介绍，包括公司CEO丁焱、总经理张磊、CTO冯侃、美术总监“神猫”、市场总监小平新（日本）等高管团队成员均有日本工作经历。
8月27日，上海似颜绘科技有限公司被上海市公安局处以警告、罚款人民币一万五千元，并处停止联网、停机整顿两个月的行政处罚。警方调查认为：相关企业为追求商业效应和经济利益，不顾道德底线“蹭热点”，罔顾民族情感“搏眼球”，非法制作、传播带有戏谑色彩的慰安妇老人表情图像，已经对慰安妇老人的苦难历史形象和社会评价造成不良影响，对涉事企业及人员应当依法查处。